# Jacobaea vulgaris
Il senecione di San Giacomo (nome scientifico Jacobaea vulgaris Gaertn., 1791) è una specie di pianta angiosperma dicotiledone della famiglia delle Asteraceae (sottofamiglia Asteroideae).

## Etimologia
Il nome generico potrebbe derivare da due fonti possibili: (1) da San Giacomo (o Jacobus); oppure (2) in riferimento all'isola di Santiago (Capo Verde). L'epiteto specifico (vulgaris) significa “comune”. Mentre il nome italiano si riferisce a San Giacomo.

Il binomio scientifico attualmente accettato (Jacobaea vulgaris) è stato proposto dal botanico tedesco Joseph Gaertner (1732 – 1791) nel trattato di botanica in latino De Fructibus et Seminibus Plantarum pubblicato nel 1791.

## Descrizione

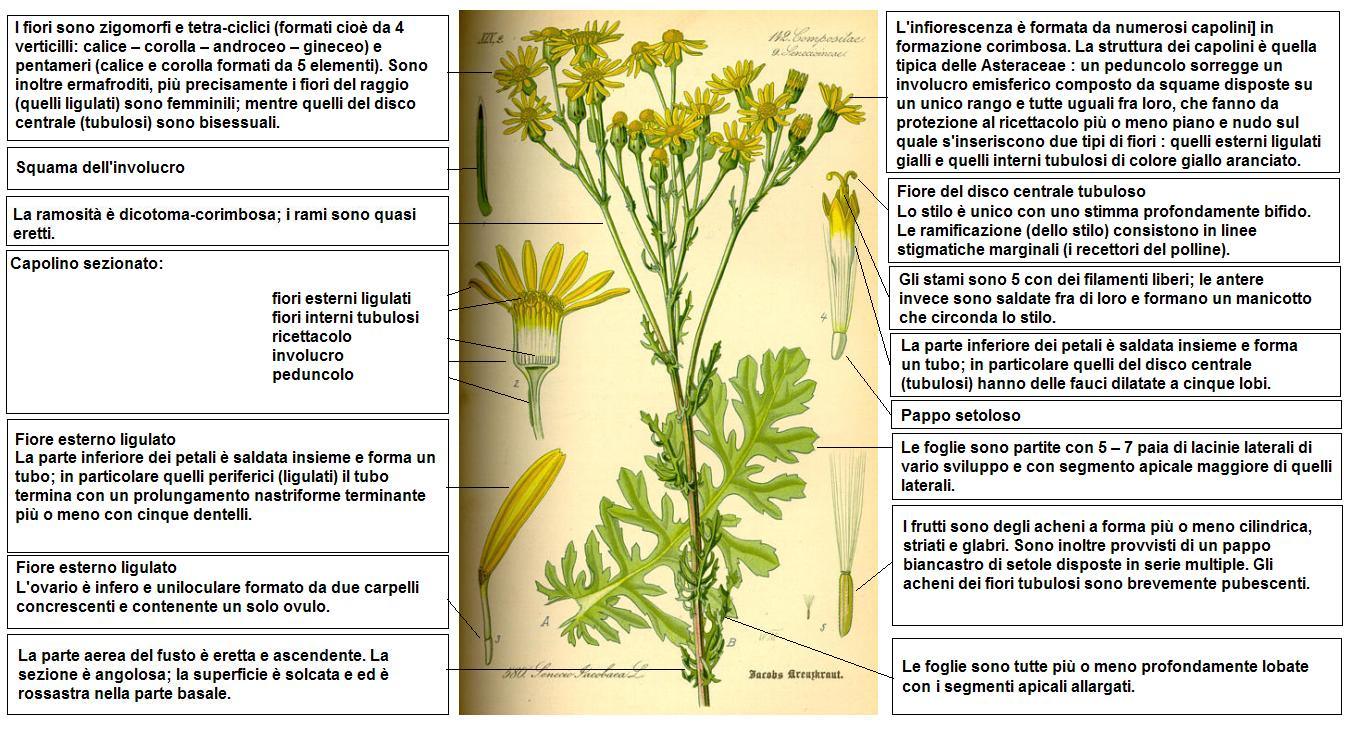
Descrizione delle parti della pianta

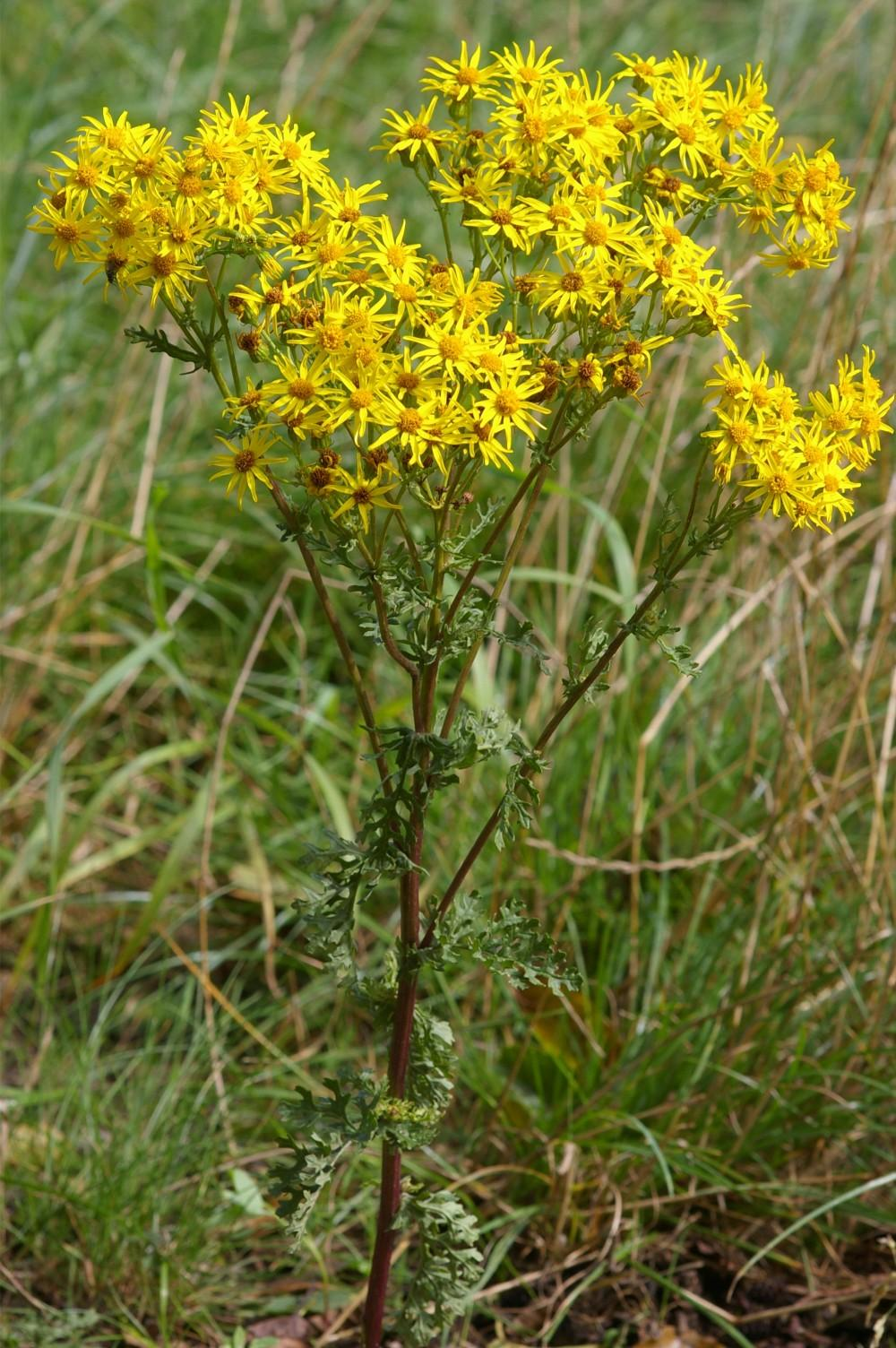
Il portamento

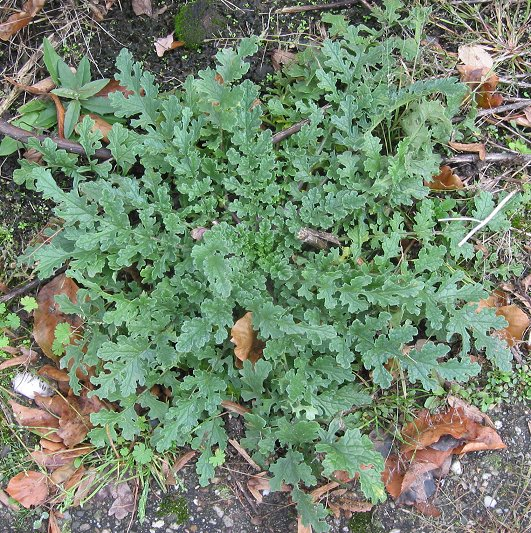
Rosetta basale

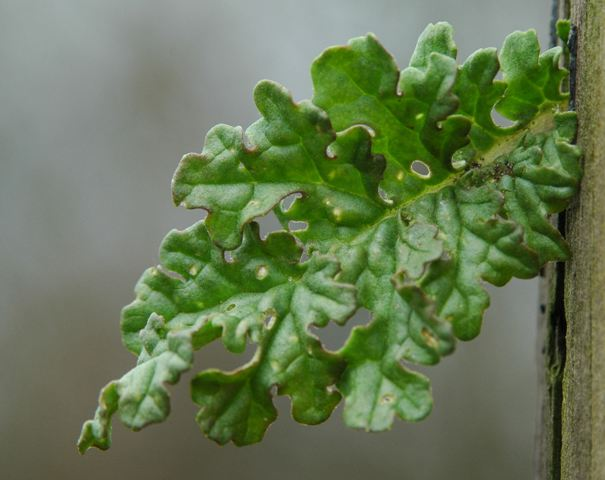
Foglia caulinare

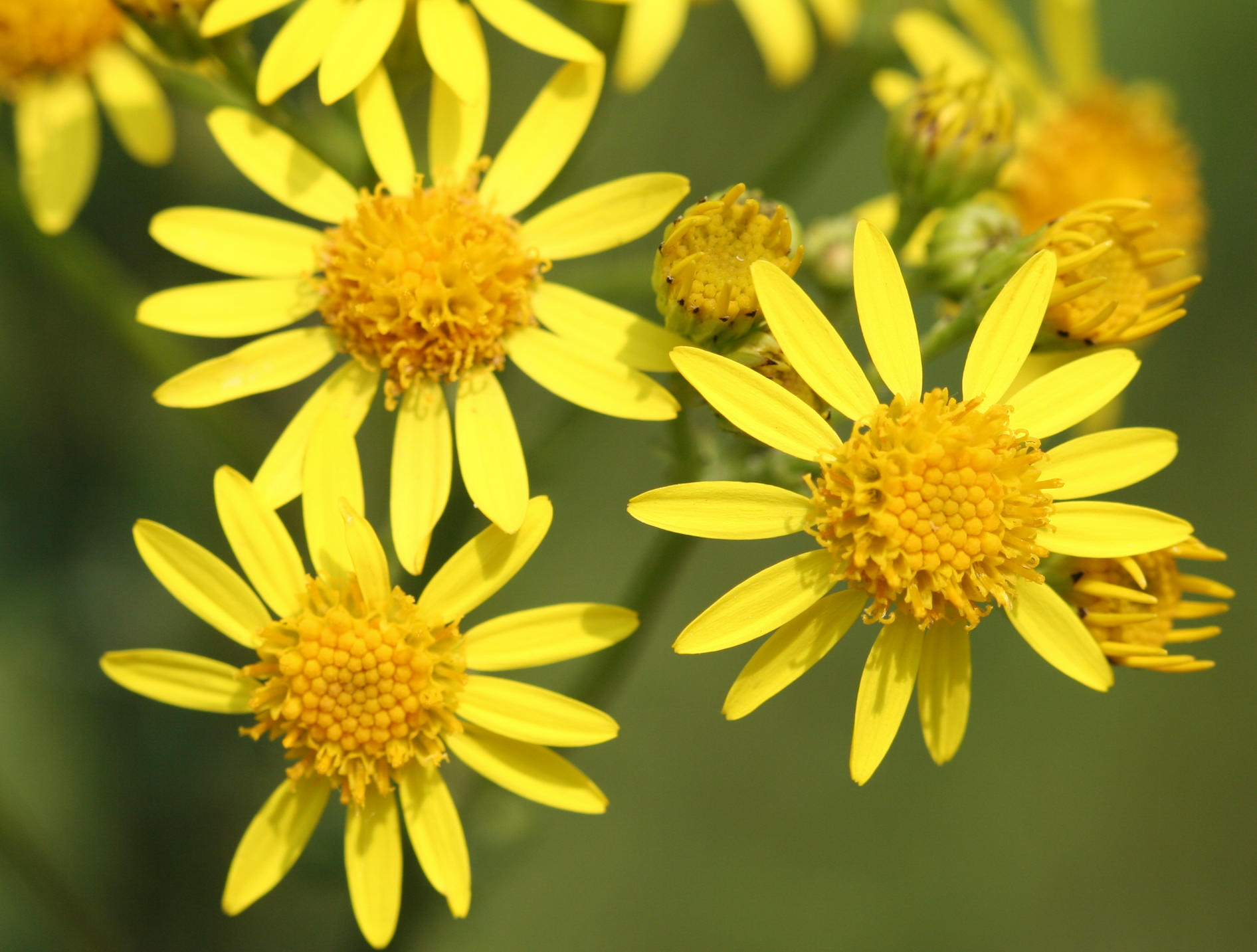
Infiorescenze

Habitus. L'altezza di queste piante varia da 3 a 10 dm (massimo 2 m). La forma biologica è emicriptofita scaposa (H scap), ossia sono piante perenni, con gemme svernanti al livello del suolo e protette dalla lettiera o dalla neve, dotate di un asse fiorale eretto e spesso privo di foglie. Il ciclo biologico di questa specie non è ben definito e in alcuni casi sono considerate anche emicriptofita bienni (H bienn). L'indumento di questa specie è prevalentemente glabro oppure è formato da ghiandole sessili (o brevemente peduncolate - 0,1 mm). Queste piante possiedono al loro interno delle sostanze chimiche quali i lattoni sesquiterpenici e alcaloidi pirrolizidinici.
Radici. Le radici in genere sono secondarie da rizoma e possono essere fibrose.
Fusto. 
- Parte ipogea: la parte sotterranea consiste in un corto rizoma.
- Parte epigea: la parte aerea del fusto è eretta e ascendente. La sezione è angolosa; la superficie è solcata ed è rossastra nella parte basale. La ramosità è dicotoma-corimbosa; i rami sono quasi eretti..

Foglie. Le foglie, tutte più o meno profondamente lobate con i segmenti apicali allargati (due denti divergenti quasi a 90°), si dividono in due tipi:
- foglie radicali: le foglie basali sono presto caduche;
- foglie cauline: le foglie cauline inferiori hanno una forma lirata, sono partite (divise) con 5 – 7 paia di lacinie laterali di vario sviluppo e con segmento apicale 2-3 volte maggiore di quelli laterali; quelle superiori sono pennatopartite con orecchiette basali laciniate; quelle vicino all'infiorescenza sono amplessicauli.

Infiorescenza. La sinflorescenza è formata da numerosi capolini (da 2 a 60) in formazione corimbosa. La struttura dei capolini (l'infiorescenza vera e propria) è quella tipica delle Asteraceae: un peduncolo sorregge un involucro emisferico composto da 13 brattee disposte su un unico rango e tutte uguali fra loro, che fanno da protezione al ricettacolo più o meno piano e nudo (senza pagliette) sul quale s'inseriscono due tipi di fiori: quelli esterni da 12 a 15 fiori ligulati gialli (a ligule patenti) e quelli interni tubulosi di colore giallo aranciato. Alla base dell'involucro può essere presente un verticillo composto da alcune brattee minori (1 – 3 brattee esterne lunghe al massimo 2 mm); quelle più interne possono avere le punte annerite e margini ialini. Diametro dell'involucro: 7 mm. Diametro dei capolini: 15 – 25 mm. Lunghezza delle brattee: 3 – 4 mm.
Fiori.  I fiori sono tetra-ciclici (formati cioè da 4 verticilli: calice – corolla – androceo – gineceo) e pentameri (calice e corolla formati da 5 elementi). Sono inoltre ermafroditi, più precisamente i fiori del raggio (quelli ligulati e zigomorfi) sono femminili; mentre quelli del disco centrale (tubulosi e actinomorfi) sono bisessuali o a volte funzionalmente maschili.
- Formula fiorale:

*/x K {\displaystyle \infty }, [C (5), A (5)], G 2 (infero), achenio
- Calice: i sepali del calice sono ridotti ad una coroncina di squame.
- Corolla: nella parte inferiore i petali della corolla sono saldati insieme e formano un tubo. In particolare le corolle dei fiori del disco centrale (tubulosi) terminano con delle fauci dilatate a raggiera con cinque lobi. I lobi possono avere una forma da deltoide a triangolare-ovata. Nella corolla dei fiori periferici (ligulati) il tubo si trasforma in un prolungamento da nastriforme o ligulato a filiforme o allargato, terminante più o meno con cinque dentelli. Il colore delle corolle è giallo. Dimensione dei fiori ligulati: larghezza 2 mm; lunghezza 8 – 12 mm.
- Androceo: gli stami sono 5 con dei filamenti liberi. La parte basale del collare dei filamenti può essere dilatata. Le antere invece sono saldate fra di loro e formano un manicotto che circonda lo stilo. Le antere sono senza coda ("ecaudate"); a volte sono presenti delle appendici apicali che possono avere varie forme (principalmente lanceolate). La struttura delle antere è di tipo tetrasporangiato, raramente sono bisporangiate. Il tessuto endoteciale è radiale o polarizzato. Il polline è tricolporato (tipo "helianthoid").[14]
- Gineceo: lo stilo è biforcato con due stigmi nella parte apicale. Gli stigmi sono sub-cilindrici, troncati e con un ciuffo di peli alla sommità.  Le superfici stigmatiche (i recettori del polline) sono separate.[5]  L'ovario è infero uniloculare formato da 2 carpelli.
- Antesi: da giugno a ottobre.

Frutti. I frutti sono degli acheni con pappo. La forma degli acheni è ellittico-oblunga oppure strettamente oblunga; la superficie è percorsa da diverse coste longitudinali. Possono essere presenti delle ali o degli ispessimenti marginali. Non sempre il carpoforo è distinguibile. Il pappo (persistente o caduco) è formato da numerose setole snelle, bianche disposte in serie multiple. Gli acheni dei fiori tubulosi sono brevemente pubescenti.

## Biologia

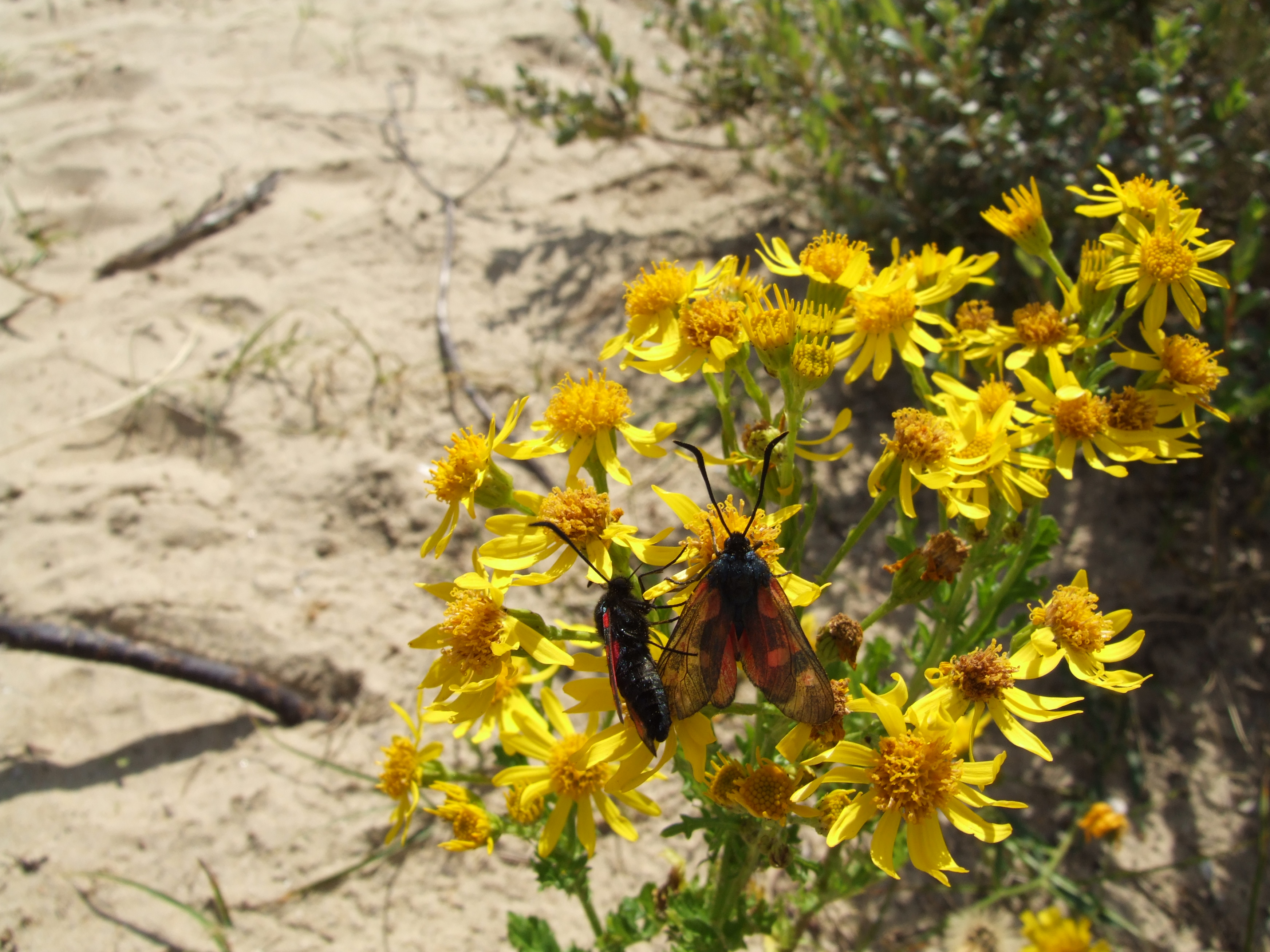
Jacobaea vulgaris

Impollinazione: l'impollinazione avviene tramite insetti (impollinazione entomogama tramite farfalle diurne e notturne).
Riproduzione: la fecondazione avviene fondamentalmente tramite l'impollinazione dei fiori (vedi sopra).
Dispersione: i semi (gli acheni) cadendo a terra sono successivamente dispersi soprattutto da insetti tipo formiche (disseminazione mirmecoria). In questo tipo di piante avviene anche un altro tipo di dispersione: zoocoria. Infatti gli uncini delle brattee dell'involucro (se presenti) si agganciano ai peli degli animali di passaggio disperdendo così anche su lunghe distanze i semi della pianta. Inoltre per merito del pappo il vento può trasportare i semi anche a distanza di alcuni chilometri (disseminazione anemocora).
Nel corso di una stagione, una pianta può produrre da 2.000 a 2.500 fiori raggruppati in 20 - 60 per capolino. Il numero di semi prodotti può essere molto elevato, variando da 75.000 a 120.000.. Tuttavia pochissimi di questi generano nuovi individui; alcune ricerche indicano che la maggior parte dei semi non si disperde a grandi distanze e tende a cadere nei pressi della pianta madre.

## Distribuzione e habitat

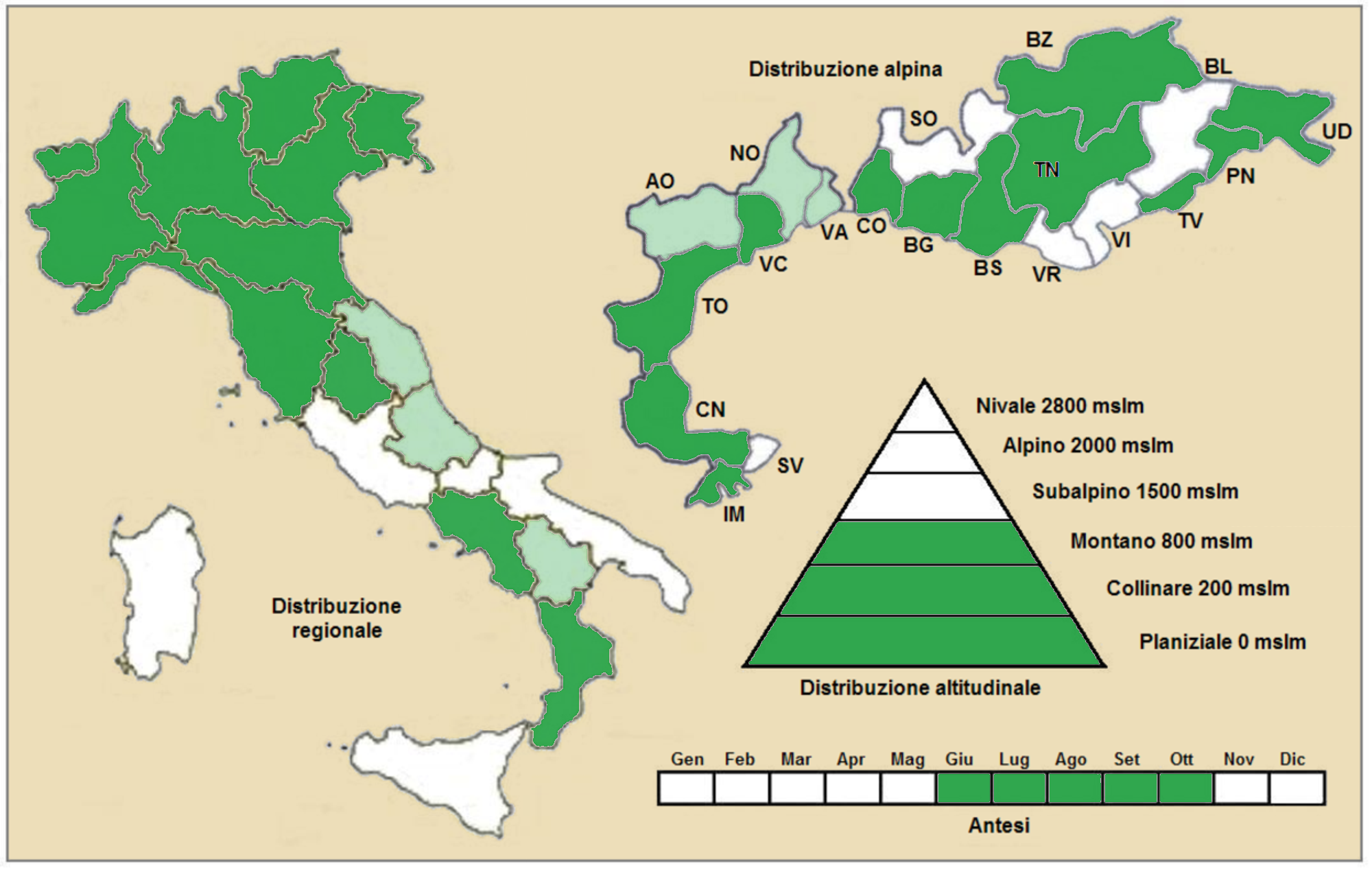
Distribuzione della pianta
(Distribuzione regionale – Distribuzione alpina)

Geoelemento: il tipo corologico (area di origine) è Paleotemperato  o anche Eurasiatico.
Distribuzione: questa specie è distribuita più o meno su tutta la parte continentale dell'Italia (sono quindi escluse le isole).  Nelle Alpi ha una distribuzione discontinua, ma è presente più o meno in tutte le aree. Oltreconfine, sempre nella Alpi, è presente ovunque; come pure sui vari rilievi europei (a parte le Alpi Dinariche). Oltre all'Europa si trova nella Turchia asiatica, e nell'Africa del Mediterraneo occidentale. Negli Stati Uniti (parte orientale) è naturalizzata (introdotta dall'Europa).
Habitat: è una pianta relativamente comune; cresce facilmente nei campi e prati aridi, negli incolti (orti, giardini e terreni infruttiferi), sui muri vecchi e ambienti ruderali; in certe zone è considerata pianta infestante.  Il substrato preferito è sia calcareo che siliceo con pH neutro, medi valori nutrizionali del terreno che deve essere mediamente umido..
Distribuzione altitudinale: sui rilievi alpini queste piante si possono trovare fino a 1.500 m s.l.m.; frequentano quindi i seguenti piani vegetazionali: montano e collinare (oltre a quello planiziale – a livello del mare).

### Fitosociologia

#### Areale alpino
Dal punto di vista fitosociologico alpino la specie di questa scheda appartiene alla seguente comunità vegetale:
Formazione: comunità delle macro- e megaforbie terrestri
Classe: Molinio-Arrhenatheretea

#### Areale italiano
Per l'areale completo italiano Jacobaea vulgaris appartiene alla seguente comunità vegetale:
Macrotipologia: vegetazione erbacea sinantropica, ruderale e megaforbieti
Classe: Chenopodio-stellarienea Rivas Goday, 1956
Ordine: Urtico-scrophularietalia peregrinae Brullo ex Biondi, Blasi, Casavecchia & Gasparri in Biondi, Allegrezza, Casavecchia, Galdenzi, Gasparri, Pesaresi, Vagge & Blasi, 2014
Alleanza: Veronico-Urticion urentis Brullo, 1985
Descrizione. L'alleanza Veronico-Urticion urentis è relativa alle comunità infestanti gli agrumeti, a ciclo invernale-primaverile. Questa cenosi si sviluppa in ambienti ombreggiati (l’ombreggiamento è determinato dall’ampia e densa chioma degli alberi di agrumi), con suoli profondi e ben nitrificati. Il piano bioclimatico è quello termomediterraneo. L'alleanza è distribuita nel Mediterraneo centrale ed orientale ed è stata segnalata in Sicilia e nella Penisola Balcanica.
Specie presenti nell'associazione: Urtica membranacea, Fumaria capreolata, Oxalis pes-caprae, Galium aparine, Parietaria diffusa, Sonchus oleraceus, Mercurialis annua, Bromus sterilis, Stellaria neglecta, Jacobae vulgaris, Avena barbata, Brassica rapa, Veronica persica e Urtica urens.
Altre alleanze e associazioni per questa specie sono:
- Ornithogalo corsici-Trifolienion subterranei.

## Tassonomia
La famiglia di appartenenza di questa voce (Asteraceae o Compositae, nomen conservandum) probabilmente originaria del Sudamerica, è la più numerosa del mondo vegetale, comprende oltre 23.000 specie distribuite su 1.535 generi, oppure 22.750 specie e 1.530 generi secondo altre fonti (una delle checklist più aggiornata elenca fino a 1.679 generi). La famiglia attualmente (2021) è divisa in 16 sottofamiglie; la sottofamiglia Asteroideae è una di queste e rappresenta l'evoluzione più recente di tutta la famiglia.

### Filogenesi
Il genere di questa voce appartiene alla sottotribù Senecioninae della tribù Senecioneae (una delle 21 tribù della sottofamiglia Asteroideae). La struttura della sottotribù è molto complessa e articolata (è la più numerosa della tribù con oltre 1.200 specie distribuite su un centinaio di generi) e al suo interno sono raccolti molti sottogruppi caratteristici le cui analisi sono ancora da completare. Il genere di questa voce, insieme al genere Bethencourtia, forma un "gruppo fratello" e si trova, da un punto di vista filogenetico, in una posizione abbastanza centrale della sottotribù.
I caratteri distintivi per le specie del genere  Jacobaea sono:
- caratteristico è il rivestimento con peli sottili, sinuosi formanti un feltro compatto;
- alcune brattee dell'involucro inferiore (chiamato anche calice dell'involucro) solo più lunghe di quelle interne.

La specie di questa voce (J. vulgaris) secondo alcuni studi fatti all'inizio di questo nuovo millennio fu assegnata alla sezione Jacobaea (Mill.) Dumort. del genere Senecio; in seguito fu trasferita definitivamente al genere Jacobaea. La J. vulgaris ha una posizione centrale nell'evoluzione del genere Jacobaea.  In realtà J. vulgaris (insieme a J. aquatica e la J. erucifolia) sono state sempre attribuite al gruppo Jacobaea nella letteratura tassonomica e sono generalmente considerate le tre specie “nucleo” del genere.

All'interno del genere Jacobaea la specie di questa appartiene al "Complesso Jacobeae erucifolia" composto dalle seguenti specie:
- Jacobaea erucifolia (L.) G.Gaertn., B.Mey. & Scherb.
- Jacobaea lycopifolia  (Poir.) Greuter & B. Nord.
- Jacobaea aquatica (Hill) G. Gaertn. & Al.
- Jacobaea vulgaris Gaertn.
- Jacobaea erratica  (Bertol.) Fourr.

Caratteristiche principali del gruppo: il portamento è erbaceo, generalmente pubescente, perenne o bienne (ma anche suffruticoso) con altezze di 2 - 12 dm; le foglie sono pennatifide con superfici verdi o tomentoso-biancastro; i capolini sono organizzati in ampi corimbi; l'involucro ha 1 - 12 brattee esterne e 10 e più brattee interne; i fiori ligulati sono 10 - 12 e colorati di giallo.
La specie  J. vulgaris è individuata dai seguenti caratteri specifici:
- le foglie basali sono lirate o pennatifide con segmenti dentati o incisi divergenti di 90°;
- le foglie cauline sono pennatosette con 5 - 7 paia di lacinie;
- gli acheni sono lunghi 2 mm;
- gli acheni dei fiori tubulosi sono fittamente pelosi.

Il numero cromosomico della specie è 2n = 20 e 40.

### Variabilità
Per questa specie sono riconosciute 2 entità infraspecifiche:
- Senecio vulgaris subsp. denticulatus (O.F.Müll.) P.D.Sell, 1967 - Distribuzione: Pirenei, Inghilterra e Scandinavia.
- Senecio vulgaris subsp. vulgaris (in Italia è la stripe principale).

### Sinonimi
Sono elencati alcuni sinonimi per questa entità:
- Jacobaea vulgaris (L.) Claus, K.C.T.Goebel, 1838
- Senecio vulgaris var. villosus Iverus, 1875

### Specie simili
Le varie specie di Jacobaea (almeno quelle della flora spontanea italiana) nei capolini non sono molto dissimili tra di loro. Il portamento, ma soprattutto le foglie (in particolare il loro habitus) sono utili per distinguere una specie dall'altra. Questa specie a volte può essere scambiata con la Jacobaea aquatica (Hill) G.Gaertn., B.Mey. & Scherb. che comunque predilige gli ambienti umidi e in Italia è presente solo al nord, oppure con la Jacobaea erratica (Bertol.) Fourr. che si distingue in quanto le foglie di quest'ultima presentano solamente 2-4 copie di lobi laterali. Anche la Jacobaea subalpina (Koch) Pelser & Veldk.  ha le foglie molto simili al Senecione di San Giacomo anche se i suoi lobi sono più irregolari e in Italia si trova solo all'estremo nord. Anche la Jacobaea erucifolia (L.) P.Gaertn., B.Mey. & Schreb.  è abbastanza simile al Senecione di S. Giacomo, ma si distingue per l'involucro con un numero maggiore di squame esterne (4 – 6) che sono inoltre lunghe metà involucro; e in genere i lobi delle foglie sono più sottili.

## Usi
Per il bestiame e per l'uomo è tossica e nociva; viene considerata pianta tossica infestante, già da anni sul "Elenco nero" della Svizzera.